# Фомичёв, Михаил Георгиевич
Михаи́л Гео́ргиевич Фомичёв (25 сентября [8 октября] 1911, Слобода, Калужская губерния — 18 ноября 1987, Москва) — советский военачальник, дважды Герой Советского Союза (1944, 1945), генерал-лейтенант танковых войск (1958).

## Биография
Родился в деревне Слобода (ныне — в Белёвском районе Тульской области) в бедняцкой крестьянской семье, в которой было 11 детей. Удалось окончить только 4 класса начальной сельской школы в 1924 году, хотя отец и настаивал на дальнейшей учёбе Михаила, но надо было материально помогать семье. С 1925 года работал чернорабочим, затем в совхозе «Белёвский» стал помощником тракториста и трактористом. С 1930 года работал трактористом в совхозе «Берёзово» Белёвского района.
В Красной Армии с декабря 1933 года, призван на действительную службу. Окончил полковую школу 3-го танкового полка Московского военного округа (1934), Орловское бронетанковое училище имени М. В. Фрунзе (1937), Военную академию механизации и моторизации РККА имени И. В. Сталина (1941), Высшую военную академию имени К. Е. Ворошилова (1948), Высшие академические курсы при Военной академии Генерального штаба (1969).
После окончания полковой школы как лучший выпускник и по личному желанию был направлен на дальнейшую учёбу в Орловское бронетанковое училище. После его окончания в 1937 году также как лучший выпускник был оставлен в училище и с ноября 1937 году командовал там учебным взводом. Проявил себя отличным командиром и в сентябре 1938 года по рекомендации начальника училища комбрига М. Л. Чернявского направлен в академию.
Член ВКП(б) с 1939 года. После окончания академии 5 мая 1941 года был участником приёма в Кремле в честь выпускников военных академий. В мае 1941 года адъютантом старшим 85-го танкового полка 43-й танковой дивизии 19-го механизированного корпуса (город Бердичев).

## Великая Отечественная война
Старший лейтенант М. Г. Фомичев — участник Великой Отечественной войны с её первых дней на Юго-Западном фронте. Участвовал в танковом сражении в районе Ровно-Луцк-Броды. После выхода из окружения с 22 сентября 1941 года — заместитель начальника штаба 12-й танковой бригады по оперативной работе. В этой бригаде воевал также в составе Юго-Западного фронта, участвовал в Сумско-Харьковской оборонительной операции, в Барвенково-Лозовской наступательной операции (именно за отличия в этой операции был награждён своей первой наградой — орденом Красной Звезды), в Харьковском наступлении в мае 1942 года, окончившемся тяжелейшей катастрофой советских войск. Именно там в мае 1942 года был тяжело ранен.
После госпиталя вернулся в строй и 20 августа 1942 года назначен начальником штаба 12-й танковой бригады, которая к тому времени уже сражалась на Сталинградском фронте. А когда в бою 23 сентября под Сталинградом был тяжело ранен и контужен командир бригады полковник А. С. Кирнос, то майор Фомичев стал исполняющим обязанности командира бригады (для авторитета в глазах подчинённых ему через несколько дней присвоили звание подполковника). В октябре бригада была выведена в резерв, в ноябре расформирована, а 22 декабря 1942 года оставшийся без своего подразделения подполковник Фомичёв назначен старшим помощником начальника 2-го отдела 3-го управления Главного разведывательного управления Генерального штаба РККА. Но на безопасной работе в Москве он усидеть не мог, начав «бомбардировать» начальство рапортами о направлении на фронт.
С 15 июля 1943 года — заместитель командира 244-й Челябинской танковой бригады 30-го добровольческого Уральского танкового корпуса, участвовал в Орловской наступательной операции. С 21 сентября 1943 года исполнял должность начальника штаба этого корпуса (23 октября 1943 года ему было присвоено наименование 10-го гвардейского Уральского добровольческого корпуса, с которым корпус прославил свои знамёна в дальнейших боях) танкового корпуса. Будучи начальником штаба корпуса, участвовал в Брянской и Проскуровско-Черновицкой операциях на Брянском и 1-м Украинском фронтах.
С февраля 1944 года до конца войны — командир 63-й гвардейской танковой бригады 10-го гвардейского танкового корпуса 4-й танковой (затем 4-й гвардейской танковой) армии. Именно во главе бригады Фомичев заслужил славу одного из лучших танковых командиров Великой Отечественной войны. В ходе Львовско-Сандомирской операции бригада вошла в прорыв и глубоко вырвалась в расположение немецких войск. Громя немецкие колонны и обходя узлы сопротивления, 21 июля 1944 года танкисты Фомичева первыми ворвались в Львов, закрепились и 6 суток до подхода остальных войск вели бой в городе, сковав большие силы врага и облегчив остальным войскам освобождение города. 27 июля Львов был полностью освобождён. 
За умелое управление бригадой в боях за Львов полковник М. Г. Фомичёв удостоен звания Героя Советского Союза.
В Висло-Одерской операции 12 января 1945 года танковая бригада М. Г. Фомичёва в составе корпуса начала стремительное наступление с Сандомирского плацдарма. Действуя в составе передового отряда за 10 дней наступления его танкисты Фомичёва прошли в боями более 400 километров и первыми во фронте вышли на Одер. Столь же стремительно они действовали в Берлинской операции. В ходе Пражской операции на рассвете 9 мая 1945 года танки М. Г. Фомичёва первыми с боем вошли в Прагу. 
За успешные боевые действия бригады при штурме Берлина и освобождении Праги награждён второй медалью «Золотая Звезда».

## Послевоенная служба
После войны продолжил военную службу на командных должностях в войсках. В 1948 году с золотой медалью закончил обучение в  Высшей военной академии имени К. Е. Ворошилова. С января 1949 года командовал 7-й механизированной дивизией Приморского военного округа в Китае. С июля 1952 по февраль 1953 года — заместитель начальника штаба 8-й механизированной армией Прикарпатского военного округа. С июня 1953 года служил в 13-й армии того же округа — начальник бронетанковых и механизированных войск армии, с января 1954 — помощник командующего армией по танковому вооружению, с сентября 1954 — начальник отдела боевой подготовки штаба армии. С июня 1955 года командовал 27-м стрелковым корпусом, с августа 1956 — 40-м стрелковым корпусом (в 1957 году переименован в 40-й армейский корпус). С октября 1960 года — командующий 28-й общевойсковой армией Белорусского военного округа. С сентября 1962 года — первый заместитель командующего войсками Забайкальского военного округа. С декабря 1969 года — генеральный инспектор общевойсковых объединений Главной инспекции Министерства обороны СССР. С июля 1972 года в отставке.
Делегат XX съезда КПСС. Депутат Читинского областного Совета депутатов трудящихся (избирался в 1965 и в 1967 годах).
Жил в Москве. Умер 18 ноября 1987 года. Похоронен на Кунцевском кладбище.
Был дважды женат, имел сыновей Михаила (1937 г.р.), Владимира (1941 г.р.), Петра (1955 г.р.) и дочь Валентину (1946 г.р.).

## Воинские звания
- лейтенант (7.11.1937)
- старший лейтенант (5.11.1940)
- капитан (июнь 1941)
- майор (25.01.1942)
- подполковник (26.09.1942)
- полковник (21.02.1944)
- генерал-майор танковых войск (27.06.1945)
- генерал-лейтенант танковых войск (18.02.1958)

## Награды
Советские государственные награды:
- две Медали «Золотая Звезда» Героя Советского Союза (23.09.1944, 31.05.1945);
- орден Ленина (23.09.1944);
- два ордена Красного Знамени (30.04.1954, 22.02.1968);
- орден Суворова 2-й степени (6.04.1945);
- орден Кутузова 2-й степени (29.05.1944);
- орден Отечественной войны 1-й степени (11.03.1985);
- три ордена Красной Звезды (13.02.1942, 20.06.1949, 6.10.1981);
- медаль «За боевые заслуги» (03.11.1944);
- медаль «За оборону Сталинграда»;
- медаль «За взятие Берлина»;
- медаль «За освобождение Праги»;
- другие медали

Государственные награды других стран:
- орден «Крест Грюнвальда» 3 класса (Польша, 2.05.1946);
- Военный крест 1939 года (ЧССР);
- орден Красного Знамени (ЧССР, 30.04.1970);
- медаль «Победы и Свободы» (Польша);
- Медаль «За участие в боях за Берлин» (Польша);
- Медаль «40 лет освобождения Чехословакии Советской Армией» (ЧССР);
- Медаль «Дружба» (МНР);
- Медаль «50 лет Монгольской Народной Армии» (МНР, 15.03.1971).

## Мемуары
- Огненные вёрсты. — Челябинск: Южно-Уральское книжное издательство, 1969.
- Путь начинался с Урала. — М.: Воениздат, 1976.

## Память
Бронзовый бюст Михаила Георгиевича Фомичёва установлен на Аллее Героев в городе Белёв Тульской области.